# Fjärdhundra landskommun
Fjärdhundra landskommun var en tidigare kommun i Västmanlands län.

## Administrativ historik
Kommunen bildades vid kommunreformen 1952 genom sammanläggning av de tidigare landskommunerna Altuna, Frösthult, Härnevi, Simtuna, Torstuna och Österunda.
Den ägde bestånd fram till år 1971, då dess område överfördes till Uppsala län och gick upp i Enköpings kommun.
Kommunkoden var 1915.

### Kyrklig tillhörighet
I kyrkligt hänseende tillhörde kommunen församlingarna Altuna, Frösthult, Härnevi, Simtuna, Torstuna och Österunda. Dessa motsvarande församlingar gick samman 2006 att bilda Fjärdhundra församling.

## Geografi
Fjärdhundra landskommun omfattade den 1 januari 1952 en areal av 334,28 km², varav 331,35 km² land.

### Tätorter i kommunen 1960
I Fjärdhundra landskommun fanns tätorten Fjärdhundra, som hade 320 invånare den 1 november 1960. Tätortsgraden i kommunen var då 8,2 procent.

## Politik

### Mandatfördelning i valen 1950-1966
| 11 | 15 | 5 | 4 |

| 34 |

| 11 | 14 | 5 | 5 |

| 32 |

| 10 | 16 | 4 | 5 |

| 30 | 5 |

| 11 | 16 | 4 | 4 |

| 30 | 5 |

| 10 | 17 | 3 | 5 |

| 28 | 7 |